# Агрестий (епископ Луго)

Пиренейский полуостров в 430—455 годах

Агрестий (Агрест; лат. Agrestius, исп. Agrestio; V век) — епископ Луго в первой половине V века.

## Биография
В списках глав епархии Луго Агрестий стоит вторым вслед за жившим в I веке святым Капитоном. Вероятно, между ними в Луго (лат. Lucus Augusta) были ещё епископы, но их имена не сохранились. Агрестий упоминается в современных ему исторических источниках, в то время как все свидетельства о Капитоне носят легендарный характер. На этом основании Агрестий считается первым достоверно известным епископом Луго.
Единственный нарративный источник, повествующий о Агрестии — «Хроника» его современника Идация. В ней сообщается, что в 433 году, вопреки желанию Агрестия, на состоявшемся в Луго церковном соборе было утверждено возведение в епископский сан неких Пастора и Сиагрия. Вероятно, это были суффраганы главы епархии Луго. В хронике Идация не сообщается, на какие кафедры были возведены новые епископы. Предполагается, что Пастор мог быть епископом в Ирия-Флавия, а Сиагрий — епископом в Кальдас-де-Рейес (лат. Aquis Celenis). По мнению некоторых историков, Пастор и Сиагрий получили кафедры ещё в 431 году, а в 433 году их избрание было окончательно утверждено.
Из текста хроники не ясна причина недовольства Агрестия этим актом, тем более, что в источниках и Пастор, и Сиагрий называются «друзьями» епископа Луго. По одному мнению, противодействие епископа Луго посвящению в сан Пастора и Сиагрия могло быть вызвано неканоничностью проведённой церемонии: возможно, оно было совершено по требованию свевов, в королевство которых входили земли епархии Луго и её суффраганов. По другому мнению, причиной были догматическими разногласия между тремя епископами: возможно, что Агрестий был сторонником ортодоксии, а возведённые в сан были присциллианами, или сам Агрестий придерживался этого учения, или все они трое были ортодоксальными христианами, но с разными взглядами на борьбу с присциллианством. В пользу последнего из предположений свидетельствует принятие Агрестия в качестве сторонника ортодоксии епископами Римской Галлии, а также отождествление Пастора с его тёзкой, о котором Геннадий Массилийский в труде «О знаменитых мужах» писал как об авторе трактата против ересей (в том числе, и присциллианства). По мнению современных историков, этот Пастор также был епископом, но место его кафедры отождествляется с Паленсией или Валенсией. Сиагрий, против которого выступал Агрестий, вероятно, тождественен тому Сиагрию, которого Геннадий Массилийский упоминал как церковного писателя, истинного исповедника ортодоксии и врага любых ересей. Возможно, Агрестий был сторонником мирного сосуществования ортодоксов и присциллиан, а Пастор и Сиагрий сторонниками насильственного обращения присциллиан в «истинную веру». Также предполагается, что противодействие Агрестия возведению в епископский сан Пастора и Сиагрия могло стать поводом для обвинения его самого в приверженности присциллианству, и он должен был подтверждать перед другими иерархами свою ортодоксальность.
В 441 году епископ Агрестий участвовал в церковном соборе в Оранже. Об этом упоминается в соборных актах: «Ex provincia Gallaecia civit. Lucentium Agrestius episcopus, Deudatus diaconus». Историки отмечают, что участие в церковном соборе епископа, не принадлежавшего к проводившей синод митрополии — очень редкое явление для христианства Западной Европы V века. Причиной этого должны быть чрезвычайные обстоятельства: возможно, что Агрестий приехал в Оранж или для того, чтобы оправдаться в обвинениях в присциллианстве, или чтобы получить поддержку епископов и светских властей Римской Галии своей политики в отношении сторонников этой ереси.
Агрестий, вероятно, является автором написанной гекзаметром на латыни поэмы «De fide» («О вере»; полное название — «Versus Agresti ep. de fide ad Avitum»), от которой сохранились только первые 49 строф. Предполагается, что она была посвящена или префекту претория Галлии (будущему императору Западной Римской империи) Авиту, или пресвитеру Авиту Брагскому. Это сочинение, вероятно, должно было опровергнуть все подозрения в приверженности её автора к присциллианской ереси, так как в ней содержится утверждение об исповедании им Никейского Символа веры. В поэме заметно подражание его автора таким известным в поздней античности поэтам как Вергилий, Овидий и Авсоний. В конце сохранившегося фрагмента поэмы находится основанное на библейских текстах описание сотворения мира.
О дате смерти Агрестия в исторических источниках не сообщается. Следующим известным главой епархии Луго был Нитигисий, упоминающийся во второй половине VI века.